# Kasumigaura (Ibaraki)
Kasumigaura (かすみがうら市  Kasumigaura-shi ?) es una ciudad  situada en la Prefectura de Ibaraki en Japón. Tiene una población estimada, a inicios de 2022, de 40 737 habitantes.
La ciudad toma su nombre del lago Kasumigaura (霞ヶ浦).

## Creación de la ciudad
La moderna ciudad de Kasumigaura se estableció el 28 de marzo de 2005, de la fusión de los antiguos pueblos de Kasumigaura (霞ヶ浦町 Kasumigaura-machi) y Chiyoda (千代田町 Chiyoda-machi), ambos pertenecientes al Distrito de Niihari(新治郡 Niihari-gun), distrito que fue disuelto el 27 de marzo de 2006.

## Geografía
La ciudad se encuentra ubicada en la región sureste de la prefectura de Ibaraki, al  noroeste del lago Kasumigaura. La ciudad de Kasumigaura se encuentra localizada a unos 60 km de la metrópoli Tokio.
Su territorio limita al norte con Ishioka; al oeste con Tsuchiura ; al suroeste con Ami y Miho; al sureste con Inashiki; al este con Namegata, y noreste con Omitama.

## Transporte
La ciudad de Kasumigaura, cruzando al este la Ruta Nacional 354, a través del puente Kasumigaura sobre el lago homónimo, se comunica con la ciudad de Namegata. En el oeste de la ciudad, cruza la Ruta Nacional 6  de norte a sur. Tomando vía al norte tiene acceso a la capital, Mito, y tomando vía al sur a la metrópoli de Tokio. También el oeste de la ciudad, de norte a sur, es cruzado por la autopista Jōban Expressway, a la cual se puede acceder para comunicarse en menor tiempo con Mito o con Tokio.

## Galería de imágenes

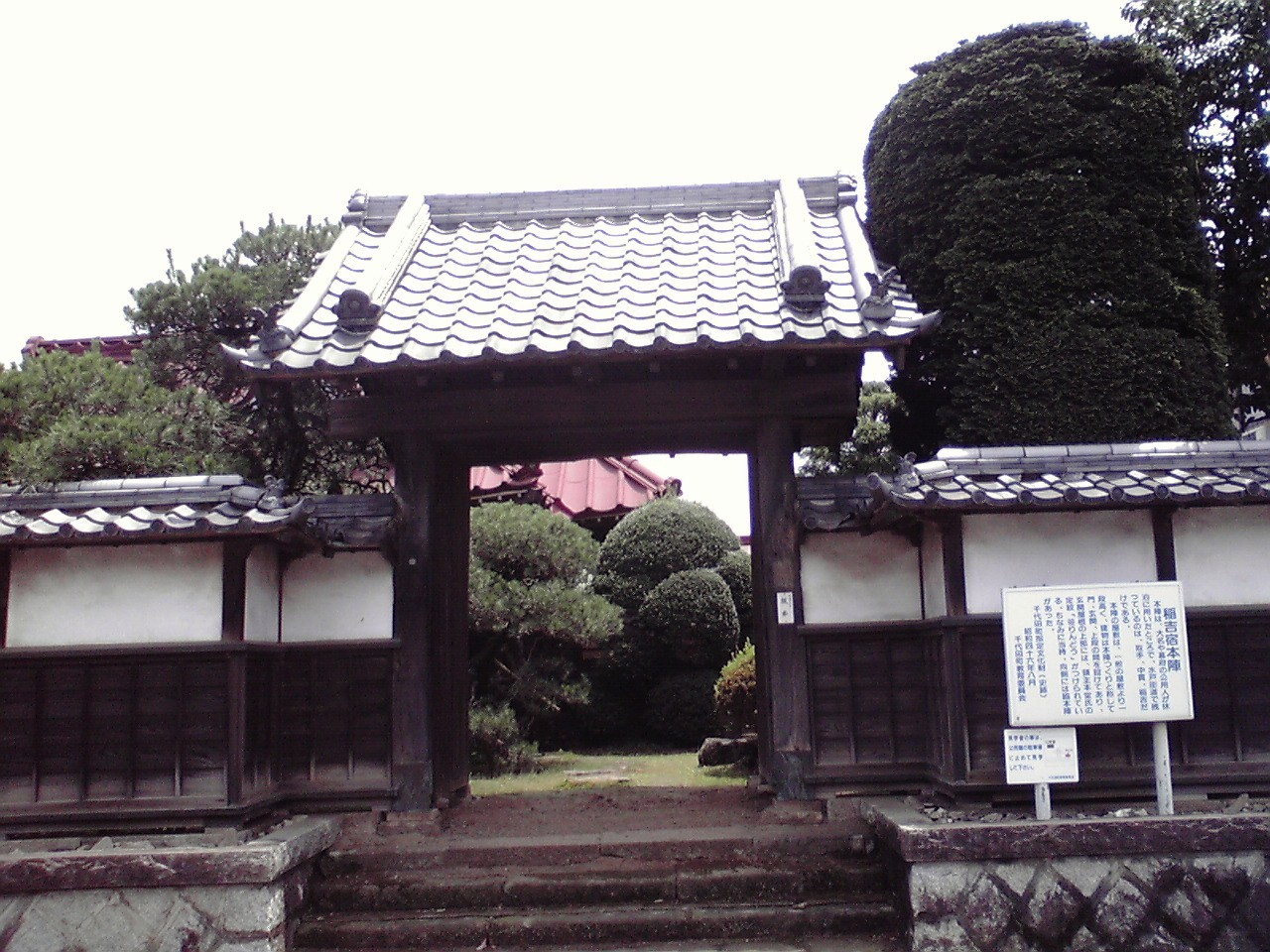
Posada (histórica) Inayoshi - Honjin, Kasumigaura.
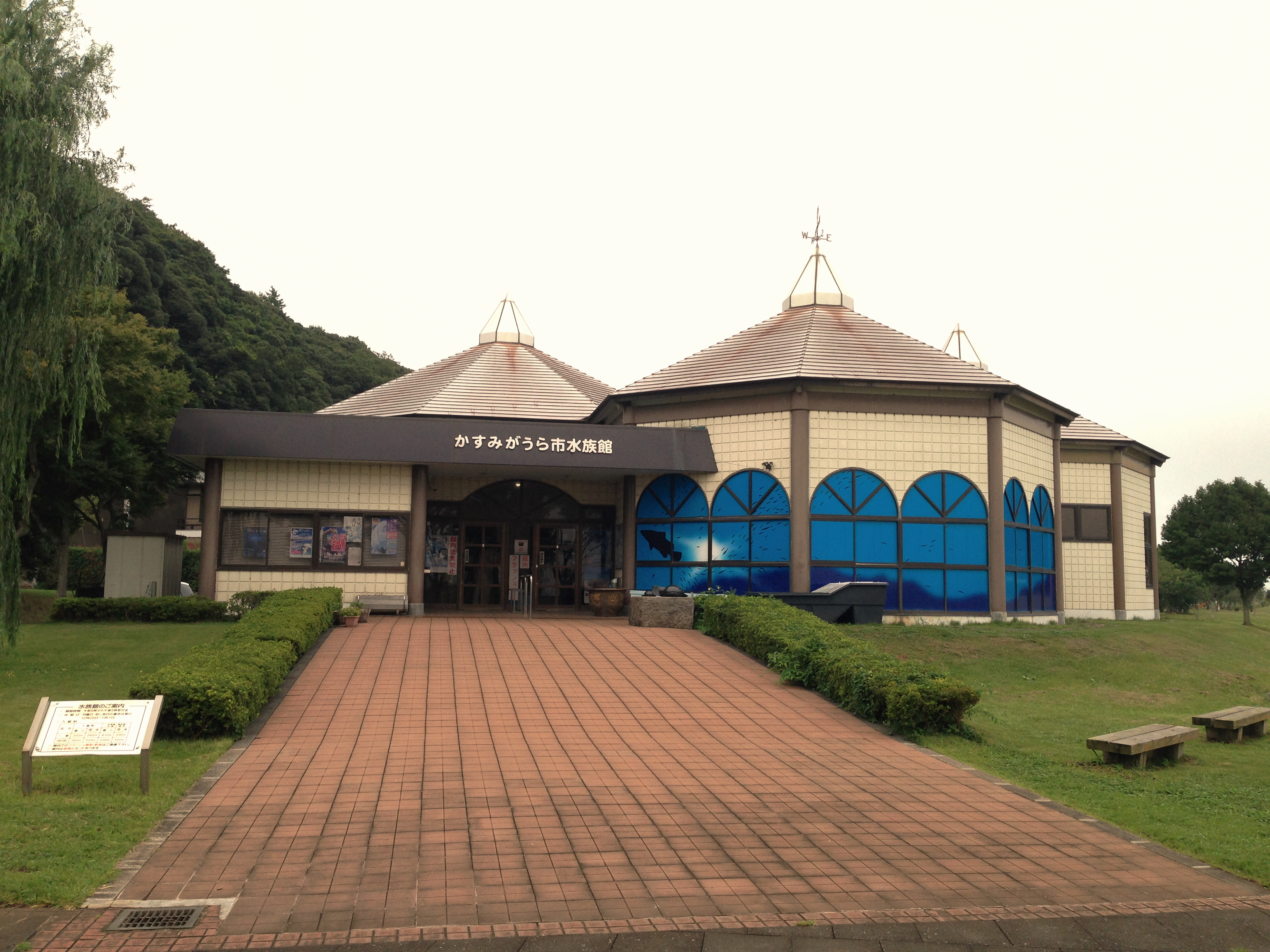
Acuario de Kasumigaura.
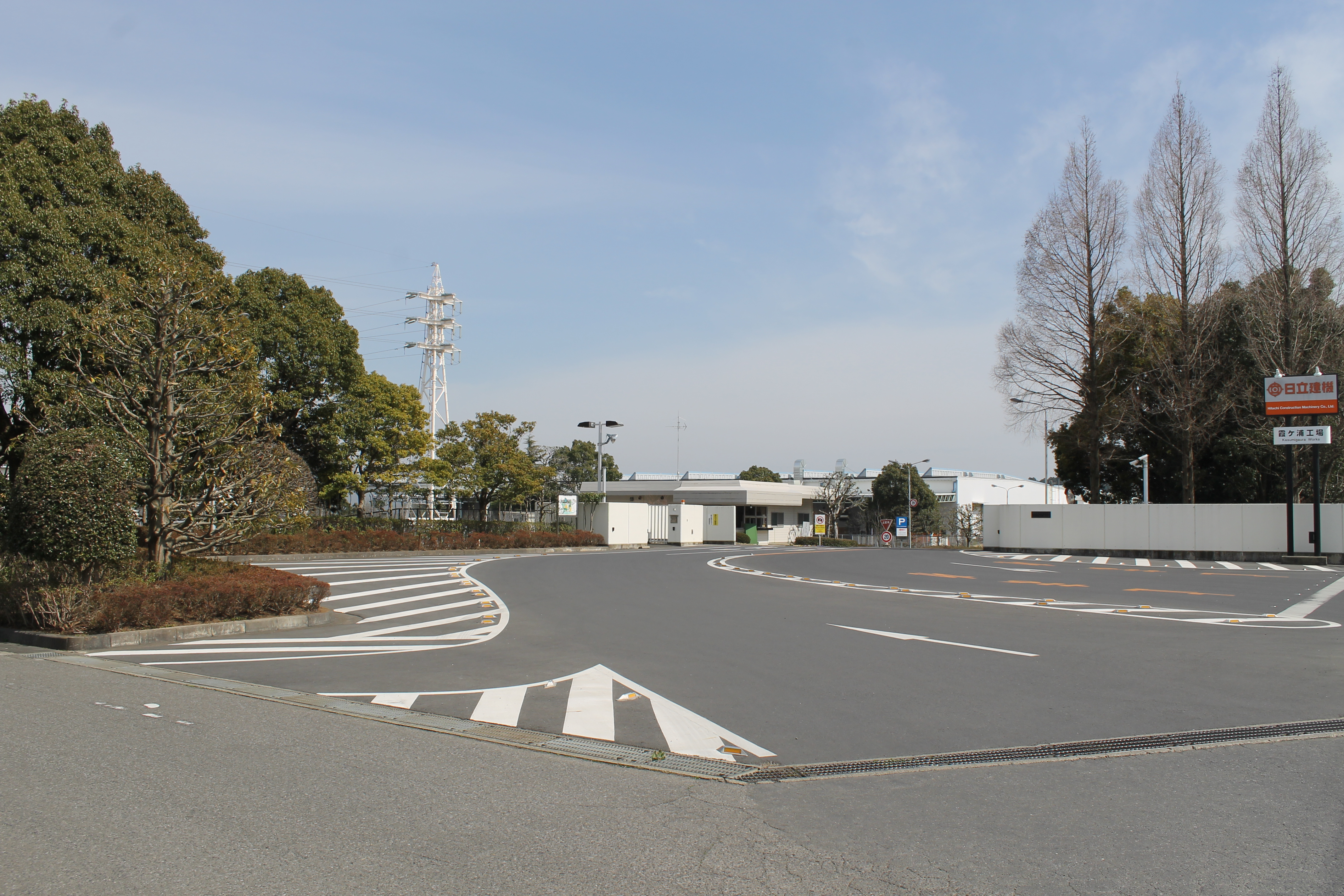
Fábrica de Hitachi en Kasumigaura.
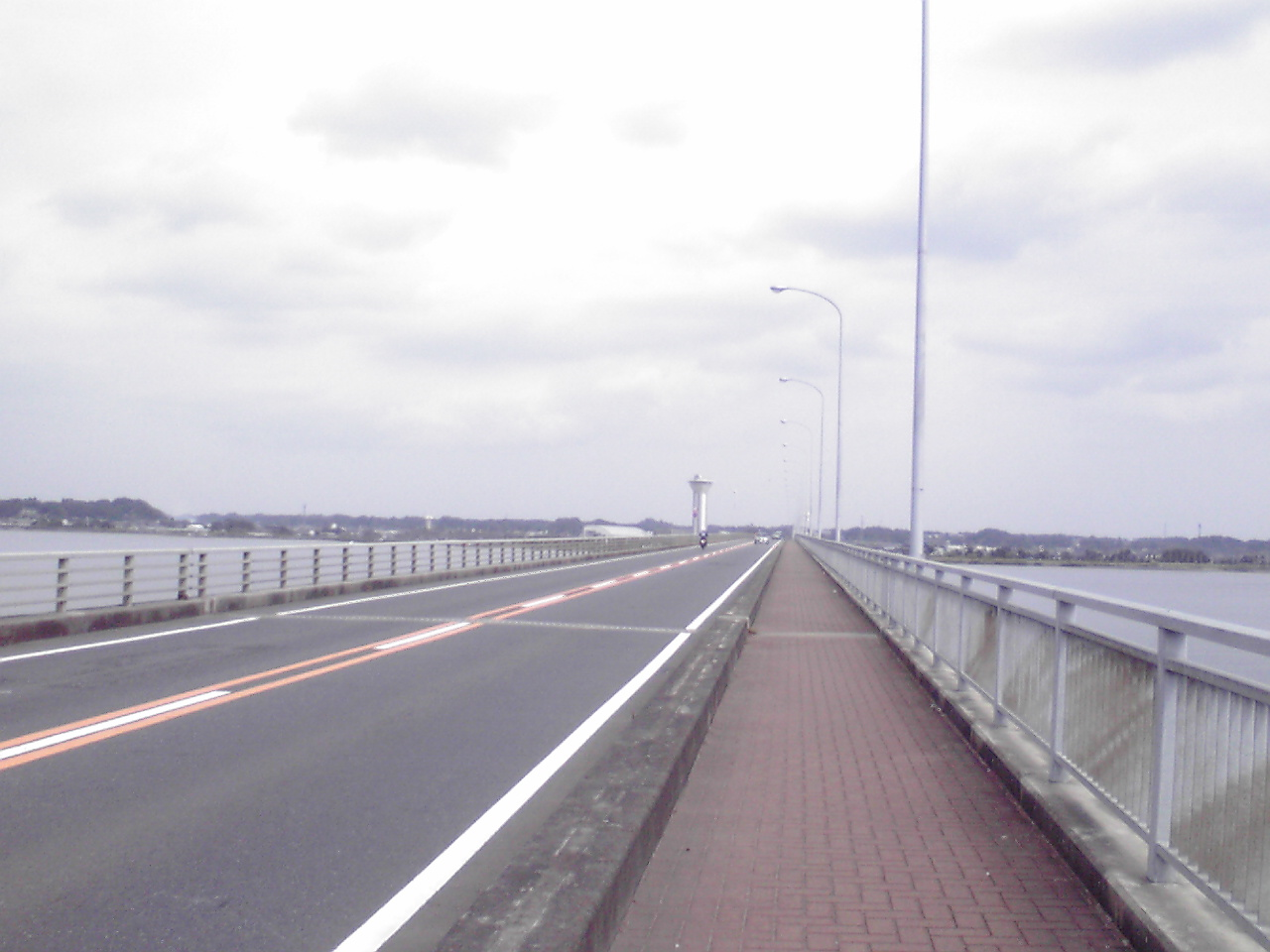
Puente Kasumigaura desde la ciudad de Kasumigaura.